# Десанка Максимович
Десанка Максимович (на сръбски: Десанка Максимовић) е сръбска писателка, избрана за член на Сръбската академия за наука и изкуство.

## Биография
Родена е на 16 май 1898 г. в село Рабровица близо до град Валево в семейство на селски учители. Прекарва детството си в сръбското село Бранковине.
През 1919 г. се премества в Белград. През 1924 г. завършва философския факултет на Белградския университет. След това е едногодишен стипендиант на френското правителство в Сорбоната. Преподава сръбски език в женски гимназии. През 1933 г. се омъжва за руския емигрант Сергей Сластиков.
През 1920 г. тя публикува първата си стихосбирка, през 1924 г. – първия си сборник.
Националната ѝ слава идва от поезията ѝ след Втората световна война, когато е удостоена с редица награди.
Умира на 11 февруари 1993 г. в Белград.

## Творчество
Максимович е известна с любовните си стихотворения като „ето вече няколко десетилетия младите мъже и жени на тази страна, бързо учат наизуст, се помнят цял живот“, както и с патриотическите си творби.
Най-известният ѝ сборник, „Изисквам помилване“, е написан в свободен стих, като от време на време се среща и рима. Той съдържа монолози на цар Стефан Душан.

## Признание
- Змаева награда (1958, 1973)
- Награда „Младо поколение“ (1959)
- Награда „7 юли“ (1964)
- Награда на Антифашисткия съвет на народното освобождение на Югославия (1970)
- Вукова награда (1974)
- Негошева награда (1984)
- Златен венец на Стружките вечери на поезията (1988)

Почетен гражданин е на Валево.

## Памет
Във Валево има паметник на Десанка Максимович, а в Белград има улица, кръстена на нея.
На 12 февруари 1993 г. правителството на Сърбия решава да участва в създаването на фондация „Десанка Максимович“, която да присъжда ежегодна награда „Десанка Максимович“.
На 23 август 2007 г. в парка „Ташмайдан“ Белград е открит паметник на Десанка Максимович.

## За нея
- Dordevič Lj. Pěsničko dělo Desanke Maksimovič. Beograd: Beogradskog univ., 1973, 501 s.
- Blečič М. Desanka Maksimovič – život praéen pesmom. Beograd: Delta press, 1978, 158 s.